# Потопальські
Потопальські- старовинний шляхетний рід 6-ч родовідноіі книги Київського воєводства Великого князівства Литовського. Зачинатель роду Павло Савич Потопальський (р.н. близ. 1570 - р.с. ?).  Потопальські брали участь у повстанні Костюшко 1894р

## Лінії Потопальських
Стефан Павлович (Шляхтич) був одружений із дворянкою Маріанною Ходаківською. Його сини дали початок трьом гілкам генеалогії Потопальських в Овруцькому повіті.
- 1. Захарій - "Захарченки - Потопальські".
- 2. Григорій - "Грищенки - Потопальські".
- 3. Роман - "Романенкови - Потопальські".

## Герб

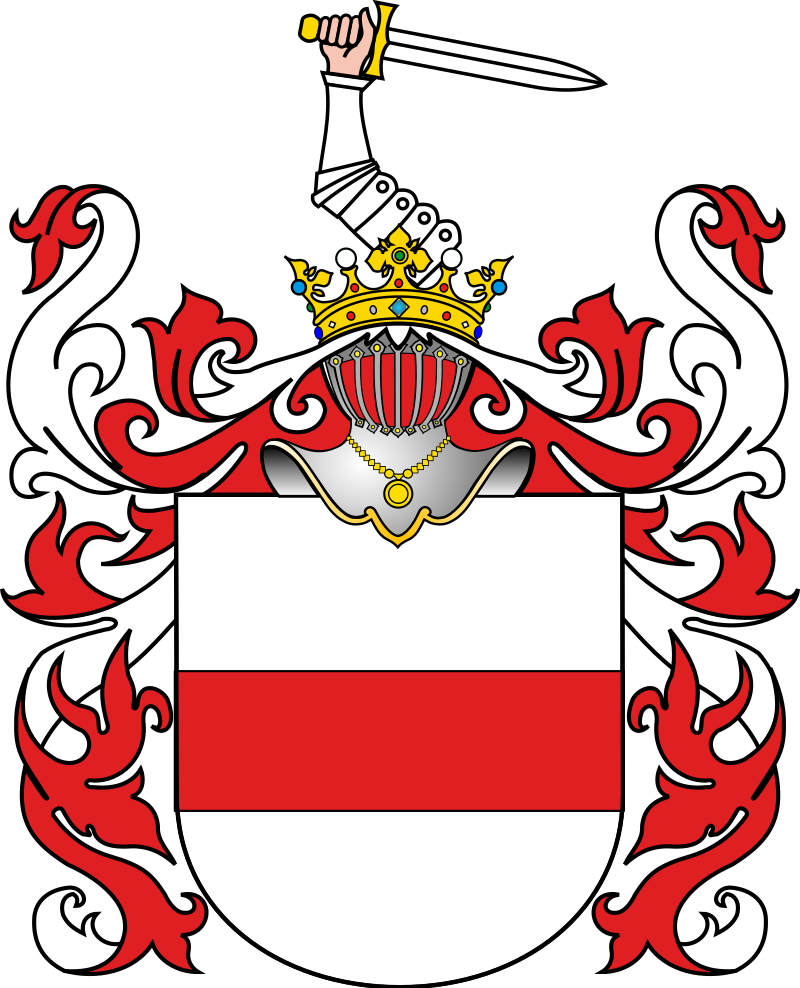
Герб Котвич

Герб має в срібному полі червоний пояс. У нашоломку зображена закута в лати рука з оголеним мечем.(Різновид герба погоня)У Польщі відомий з 1281, пізніше дуже поширений у Великому князівстві Литовському.Прийнято вважати, що герб цей у XIII столітті перенесений з Австрії, після того, як звідти до Сілезії переселилися брати Ян і Генріх Понери (польськ. Pohnerami zwali się), які користувалися печаткою з таким гербом[1]. Найдавніший із збережених відбиток подібної печатки датується 1357 роком, найраніша документальна згадка самого герба - 1422.